# 2018 na Espanha
Lista dos principais acontecimentos no ano 2018 na Espanha.

## Incumbentes
- Monarca: Felipe VI
  - Primeiro-Ministro: espanhol, Mariano Rajoy, até 2 de junho
  - Pedro Sánchez (a partir de 1 de junho, XII legislatura).

## Cinema

### Janeiro
- 5 de janeiro: Mimosas, dirigida por Oliver Laxe.[1]
- 6 de janeiro: Contratiempo, dirigida por Oriol Paulo e protagonizada por Mario Casas, Ana Wagener, Jose Coroado e Bárbara Lennie.[2]
- 13 de janeiro: Projecto Lázaro, dirigida por Mateo Gil.[3]
- 20 de janeiro:
  - Callback, dirigida por Carles Torras.[4]
  - Os do túnel, dirigida por Pepón Montero e protagonizada por Arturo Valls, Natalia de Molina e Raúl Cimas.[5]

### Fevereiro
- 3 de fevereiro: Teresa e Tim, dirigida por Agurtzane Intxaurraga.[6]
- 17 de fevereiro:
  - Bigas x Bigas, dirigida por Bigas Lua e Santiago Garrido Rua.[7]
  - Legionario, dirigida por Eduardo H. Garza e protagonizada por Raúl Tejón e Diana Palazón.[8]
- 24 de fevereiro:
  - É por teu bem, dirigida por Carlos Therón e protagonizada por José Coroado, Javier Câmara e Roberto Álamo.[9]
  - Psiconautas, os meninos esquecidos, dirigida por Pedro Rivero e Alberto Vázquez.[10]

### Março
- 3 de março:
  - Análise de sangue azul, dirigida por Gabriel Velázquez e Blanca Torres.[11]
  - Capturar (As 1001 noivas), dirigida por Fernando Merinero.[12]
  - O guardião invisível, dirigida por Fernando González Molina e protagonizada por Marta Etura.[13]
  - Ira (Wrath), dirigida por Jota Aronak.[14]
  - Neckan, dirigida por Gonzalo Tapia.[15]
- 10 de março: Zona hostil, dirigida por Adolfo Martínez e protagonizada por Ariadna Gil e Roberto Álamo.[16]
- 17 de março: Incerta glória, dirigida por Agustí Villaronga e protagonizada por Núria Prims, Marcel Borràs e Oriol Pla.[17]
- 24 de março: O bar, dirigida por Álex da Igreja e protagonizada por Mario Casas, Branca Suárez e Carmen Machi.[18]

## Mortes

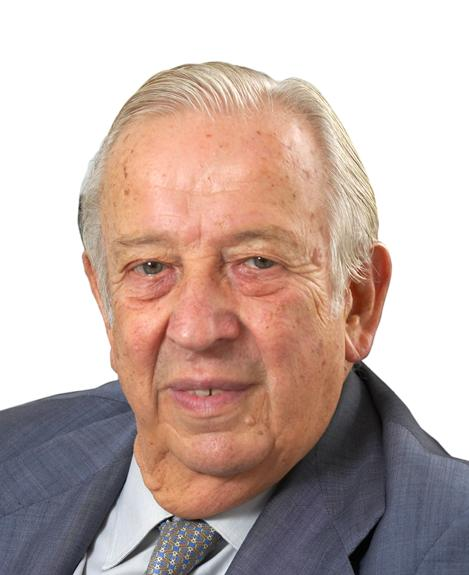
Manuel Olivencia

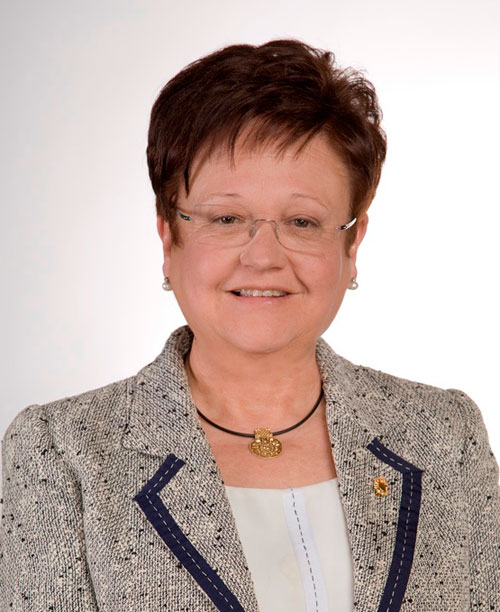
Luisa Pastor Lillo

- 1 de janeiro – Manuel Olivencia, economista e diplomata (b. 1929).[19]

- 9 de janeiro – Victoriano Ríos Pérez, médico e político (b. 1930)

- 14 de janeiro – Pablo Garcia Baena, poeta (b. 1921)

- 22 de janeiro – Emilio Gastón, político, advogado, poeta e b. 1935)

- 7 de abril – Ángel Peralta Pineda, rejoneador (b. 1926).[20]

- 18 de abril – Luisa Pastor Lillo, político (b. 1948)

- 24 de abril – Victor Garaigordóbil Berrizbeitia, Católica Romana, bispo (b. 1915)

- 5 de Maio – José María Iñigo, jornalista de rádio e apresentador de televisão, e o palco e a tela ator (b. 1942)

- 20 de Maio – Ramón Chao, jornalista (b. 1935)